# Дзанотти, Франческо Мария
Франческо Мария Дзанотти (итал. Francesco Maria Zanotti; 6 января 1692, Болонья — 25 сентября 1777, там же) — итальянский учёный-философ, историк искусства и писатель. Его брат — живописец и основатель Академии Клементина в Болонье Джампьетро Дзанотти.
Член Лондонского королевского общества (1741).
В 1718 году стал профессором философии в Болонском университете, а в 1723 году — секретарём натуралиста Луиджи Марсильи. Изначально был картезианцем, позднее — последователем Исаака Ньютона. В 1766 году стал президентом Болонской академии наук. Его стремление популяризировать разные науки принесло ему прозвание итальянского Фонтенеля.

## Работы
Основные работы:
- «Poesie volgari e latine» (Флоренция, 1734);
- «Della forza attrativa delle idee» (Болонья, 1747);
- «Tre orazioni sopra la pittura, la scoltura e l’architettura» (Болонья, 1750);
- «Della forza dei corpi ehe chiamano vivi» (Болонья, 1752);
- «Filosofia morale» (Болонья, 1750);
- «De viribus centralibus» (Болонья, 1764);
- «Dell’arte poetica» (Болонья, 1768).

Также Дзанотти написал историю Болонской академии наук с обзором всех её трудов по физике и математике. В сборниках этой академии много его статей по математике, физике и музыке. Полное собрание сочинений его издал по смерти его Палкани (Болонья, 1779). Его итальянские сочинения («Opere scelte») изданы в Милане в 1878 году.